# Шадманов, Адхам Хурсанбаевич
Адхам Хурсанбаевич Шадманов (узб. Adham Xursanboyevich Shodmonov; род. 29 ноября 1965, город Ташкент, Узбекская ССР, СССР)—  узбекский экономист, юрист, депутат Законодательной палаты Олий Мажлиса Республики Узбекистан. Член Либерально-демократической партии Узбекистана.

## Биография
Адхам Шадманов родился 29 ноября 1965 года в Ташкенте. В 1989 году окончил Самаркандский институт сельского хозяйства, в 2001 году Самаркандский государственный университет.
С 1989 по 1998 год работал на различных должностях в системе народного хозяйства самаркандской области.
В 1998-2005 годы работал на руководящих должностях в системе Государственного комитета по управлению государственным имуществом. В 2005 году был избран депутатом Законодательной палаты Олий Мажлиса Республики Узбекистан.
С 2005 по 2015 занимал должность депутата, заместителя председателя комитета, заместителя спикера законодательной палаты Олий Мажлиса.
С 2015 года по настоящее время является председателем Комитета по бюджету и экономическим вопросам Законодательной палаты Олий Мажлиса.

## Награды
- Орден «Мехнат шухрати» (2024)[4]

В 2006 году